# 萊克托克薩韋 (北卡羅萊納州)
萊克托克薩韋（英語：Lake Toxaway）是位於美國北卡羅萊納州特蘭西瓦尼亞縣的非建制地區。

## 歷史
萊克托克薩韋的郵局自1903年營運至今。

## 地理
萊克托克薩韋所處的海拔為高於海平面908米（即2979英呎），而該地所採用的時區為UTC-5，即北美东部时区（EST）。同時該地設有夏令時間，為UTC-5調快一小時，即UTC-4（EDT）。